# قنجر نضر
قنجر نضر  (الاسم العلمي: Conger esculentus) (بالإنجليزية: Grey conger)‏ هو نوع من الأسماك يتبع جنس القنجر من الفصيلة القنجرية.